# Santa Cruz (Murcia)
Santa Cruz ist ein kleiner Ort in der Region Murcia in Südost-Spanien und gehört zur Stadt Murcia. Der Ort ist eine Pedanía, d. h. ein Stadtteil ohne Bürgermeister.
Seine Grenzen sind:
- im Norden: Cobatillas und El Esparragal
- im Osten: El Raal und Alquerías
- im Westen: Llano de Brujas
- im Süden: Llano de Brujas und Los Ramos

Auf einer Fläche von 4,2 km² leben dort 2.651 Menschen (2010). Die Einwohner leben in zwei verschiedenen Bevölkerungskernen, Santa Cruz und San José Obrero. Santa Cruz liegt im Tal des Río Segura. Die Kirche wurde in den 50er Jahren und die Ermita Vieja im 16. Jahrhundert gebaut. Der Ort hatte von 1821 bis 1844 eigene Bürgermeister. Seitdem gehört es zu Murcia.